# Josef av Portugal
Josef av Portugal, Prins av Brasilien, född 1761, död 1788, var en portugisisk prins. Han var Portugals tronföljare från 1777 till 1788. Han avled barnlös och arvsrätten gick då vidare till hans yngre bror.